# Patagonija
Patagonija (špansko Patagonia) je ozemlje na jugu Južne Amerike, ki obsega južne predele Argentine in Čila. 
Severna meja ozemlja, ki ga prištevamo pod Patagonijo, ni povsem jasno določena. V najbolj splošno sprejeti definiciji se na vzhodni (tj. argentinski) strani Andov pričenja ob rekah Neuquén in Colorado, na zahodni (čilski) strani Andov pa se pričenja južno od pristanišča Puerto Montt, vendar otočja Chiloé ne prištevamo k njej. Jasnejše so njene ostale meje, ki sovpadajo z jugovzhodno in jugozahodno obalo Južne Amerike, vključuje pa še otoke tik ob južnoameriški celini (npr. Ognjena zemlja), ne pa Falklandskih otokov in ozemelj južno od rta Horn ter Antarktike.

## Izvor imena
Kot poroča Antonio Pigafetta, eden maloštevilnih, ki so preživeli Magellanovo odpravo, je Magellan prebivalce, katere so srečali, poimenoval Patagão oz. Patagoni, pokrajino pa Patagonia. Pigafetta ne omenja izvora tega imena in kasneje se je uveljavila domneva, da to pomeni »dežela velikih stopal«. Po nekaterih pripovedih prvih raziskovalcev naj bi namreč tam naleteli na velikane, visoke 8 do 9 čevljev »katerim smo segli le do pasu«. Podoba velikanov je burila domišljijo Evropejcev vse do konca 18. stoletja, dokler ni John Hawkesworth po naročilu admiralitete natančno preučil ladijskih dnevnikov raziskovalcev južne poloble (med njimi tudi Johna Byrona in Jamesa Cooka) in zaključil, da nikjer niso srečali ljudi, višjih od 2 m.

## Geografija
Večji del vzhodne Patagonije sestavljajo stepske planote, ki se v obliki teras vzpenjajo po približno 100 m. Prekriva jih prod z malo vegetacije. Kotanje so zalite z brakičnimi in sladkovodnimi jezeri ter občasnimi mlakami po padavinah. Čez prerije tečejo reke, npr. Río Negro, Deseado, Río Chubut, Santa Cruz in Gallegos. V smeri proti Andom prod postpopoma nadomeščajo vulkanske kamnine porfir, granit in bazalt, živalstvo in rastlinstvo pa postajata vedno bolj raznoliko, prevladovati prično bukovci in iglavci. Na vzhodni strani Andov je nekaj jezer ledeniškega nastanka. Največja izmed njih so jezero Nahuel Huapi, jezero San Martín, jezero Buenos Aires (na čilenski strani jezero General Carrera), jezero Viedma in Argentinsko jezero. Del zahodno od Andov je relativno ozek. Zahodna obala je zaradi delovanja ledenikov razčlenjena s številnim fjordi. Velika količina padavin v Andih in hladne temperature morja ob zahodni obali doprinesejo k hladnim zračnim tokovom, kar se odraža v ledenikih in največjih zalogah ledu na svetu z izjemo Arktike in Antarktike. 
- Vzhodnopatagonska prerija
- Čreda guanakov v bližini narodnega parka Torres del Paine
- Torres del Paine

## Podnebje
Podnebje je manj ostro, kot so poročali prvi evropski raziskovalci. Zahodno obalo obliva hladni tok, do vzhodne pa sežejo deli ekvatorialnega toka, zaradi česar so na vzhodu temperature višje, zlasti poleti. V Puerto Monttu na zahodu je povprečna letna temperatura tako 11 °C, v Bahíi Blanci na vzhodu pa 15 °C. Povprečna letna temperatura v Punta Arenasu na jugu je 6 °C. Za Patagonijo so značilni močni vetrovi, največkrat zahodni. Največ padavin pade ob zahodnih pobočjih Andov, tudi do 7000 mm na otokih nedaleč od narodnega parka Torres del Paine. Ob vzhodnih pobočjih zaradi učinka padavinske sence pade le okoli 800 mm, v prerijah na vzhodu pa le okoli 200 mm dežja. 

## Rastlinstvo
Zaradi razlik v temperaturah, padavinah in nadmorski višini je opaznih več vegetacijskih pasov. Ob vetrovnih in namočenih jugovzhodnih obalah prevladuje magellanovo močvirje z mokrišči in grmičjem. V okolici ledenih polj velike količine padavin omogočajo rast mešanega zimzelenega zmernega deževnega gozda (magellanov subpolarni gozd) južnih bukev. Na manj namočenih predelih uspeva mešani listnati gozd (Valdivijski deževni gozd), kjer prevladuje zlasti lenga − lažna bukev Nothofagus pumilio. 
Na nekaterih področjih vzhodno od Andov, kjer še pade nekaj več padavin, tudi najdemo deževni gozd in mokrišča. Sicer v vzhodni Patagoniji prevladujejo stepe s travo (zlasti na sušo odporno bilnico) in nizkim grmičevjem. Spomladi in pozimi v stepi zacvetijo številne nizke rastlinske vrste. 
Kalafate − češmin vrste Berberis buxifolia − velja za neke vrste simbol Patagonije. Iz jagod tega zimzelenega grma pripravljajo marmelado. Po legendi naj bi uživanje njegovih jagod jamčilo vrnitev v Patagonijo.
Simbol severnopatagonskih regij ob jezerih je visoko in dolgoživo drevo patagonska cipresa Fitzroya cupressoides.

## Živalstvo
Najbolj tipični sesalci v Patagoniji so gvanako, puma, južnoameriška siva lisica (Lycalopex griseus), podvrsta skunka Mephitis patagonica in podzemni glodalec magellanov tuco-tuco (Ctenomys magellanicus). Črede gvanakov so v preteklosti skupaj z nanduji predstavljali glavni vir hrane za staroselska ljudstva. Najdejo se tudi glodalci viskači (Lagidum spp) in patagonska mara (Dolichotis patagonum), ki so značilni tudi za severnejše pampe.
Raznolik je svet ptičev. Tipičen predstavnik je čopasti karakara (Caracara plancus), pozornost prvih raziskovalcev je pritegnila prisotnost dolgorepe papige Conurus cyanolysius tako globoko na jugu, med padanjem snega je moč videti kolibrije. Najštevilčnejši predstavniki vodnih ptic so čilski plamenci (Phoenicopterus chilensis), gosi Chloephaga picta in frfotavke (Tachyeres).
Predstavniki morskih živali so južnomorski kit (Eubalaena australis), orka, magellanov pingvin (Spheniscus magellanicus), južnomorski slon. Posebej pomemben rezervat morskih sesalcev je polotok Valdés ob atlantski obali.

## Gospodarstvo
Glavne gospodarske dejavnosti so rudarstvo, kitolov, kmetijstvo (na jugu zlasti ovčereja, na severu poljedelstvo in sadjarstvo), energetika in tudi črpanje nafte po odkritju naftnih polj v bližini mesta Comodoro Rivadavia leta 1907. Za podporo teh dejavnosti je bila zgrajena železniška povezava med Buenos Airesom in Barilochejem. Nekaj kratkih in nepovezanih odsekov je bilo zgrajeno tudi globlje na jugu, vendar jih je dosti bilo opuščenih ali po obratujejo le še za namene turizma.
V drugi polovici 20. stoletja so prej odmaknjeno nahrbtnikarsko regijo pričeli odkrivati turisti. Poleg postaj na plovbi okoli Rta Horn in na Antarktiko so nastala glavna turistična središča: ledenik Perito Moreno, polotok Valdés, narodni park Torres del Paine, argentinski jezerski predel (s središčem v Barilocheju) in Ushuaia na Ognjeni zemlji. Turizem je lokalno odprl nove trge in omogočil izvoz tradicionalnih mapuških izdelkov in oblačil iz volne gvanakov. 
Špansko podjetje Endesa načrtuje izgradnjo več velikih jezov v čilenski Patagoniji. Jezovi bi resno ogrozili ribolov, ekoturizem in kmetijstvo ob zajezenih rekah (sprva Baker in Pascua, kasneje tudi Futaleufú). Kanadske družbe načrtujejo izgradnjo visokonapetostnih daljnovodov vse do Santiaga, ki bi zarezali v še neokrnjene predele narodnih parkov in zaščitenih območij. V Čilu trenutno potekajo razprave ali je to res potrebno za zagotovitev nadaljnje gospodarske rasti in ali bi to uničilo turistično industrijo.
V zadnjem času je med bogatimi tujci (kot so Sylvester Stallone, Ted Turner in Christopher Lambert) postalo modno kupovati ogromna zemljišča. Eden največjih patagonskih zemljiških posestnikov je postal Luciano Benetton, čigar podjetje Compañia de Tierras Sud je uvedlo nove tehnike striženja ovc ter financirala mnoge muzeje in komunalno infrastrukturo, tarča kritik pa je postala zaradi odnosa do skupnosti Mapučev.

## Zgodovina

### Prve človeške poselitve
Nekateri arheološki ostanki v čilenskem Monte Verdeju nakazujejo, da bi bila Patagonija lahko poseljena že v 13. tisočletju pr. n. št.. Boljši so dokazi o nepretrgani poselitvi od 10. tisočletja pr. n. št. dalje. Takratni valovi migracij še niso povsem pojasnjeni. Najbolj znana najdišča iz tistega časa so jame v čilenski provinci Última Esperanza in Tres Arroyos na Ognjeni zemlji. Nekoliko mlajši ostanki so bili najdeni na vzhodnih obronkih Andov. Okoli leta 8000 pr. n. št. so nastali znameniti odtisi rok v argentinski jami Cueva de las Manos. 
Najpomembnejša dejavnost prvih kultur je bil lov na gvanake in nanduje. Danes velja prepričanje, da so že pred prihodom človeka izginili konji in lenivci. Ni znano ali so ljudje s seboj že pripeljali tudi udomačene pse. Zato pa je znano, da so si pri lovu že takrat pomagali s kroglami (bolas). Ljudstvo Jámana južno od preliva Beagle se je ukvarjalo z ribolovom. 
Glavno ljudstvo v celinski Patagoniji so bili Tehuelči, ki so kmalu po stiku z Evropejci skorajda izumrli. To ljudstvo se je delilo na Gununakene na severu, Mečarnuekenke v osrednjem delu južne Patagonije ter Aónikenke severno od Magellanovega preliva. Severni del Ognjene zemlje so poselili Selknami, južnega pa Hauši (Manikenki). Otoke južno od preliva Beagle so poseljevali Jamani], zahodne dele Ognjene zemlje ter jugozahodni del celine pa so naselili Kaveskarji (Alakalufi). Evropejci so ob prvem stiku z omenjenimi ljudstvi opazili razlike v načinu življenja, jeziku in telesni poslikavi. 
Okoli leta 1000 pr. n. št. so se Mapuči prebili z zahoda čez Ande v zhodno ravnico in nato proti jugu. Predhodna ljudstva so hitro podjarmili in tako danes veljajo za najštevilčnejšo skupnost domorodnih ljudstev.

### Evropsko odkritje
Eden prvih, ki se je ponašal, da je že leta 1502 zaplul do zemljepisnih širin Patagonije, je bil Amerigo Vespucci. Ker pa se njegov opis že pri reki Rio de la Plata ni ujemal z resničnim, veljajo njegove navedbe za malo verjetne. Ferdinand Magellan je leta 1520 sistematično raziskal obalo in tudi poimenoval nekaj izstopajočih geografskih zbnačilnosti (Golfo de San Matias, Rt 11000 devic, danes Capo Virgenes, idr.)
Rodrigo de Isla je najverjetneje leta 1535 kot prvi Evropejec prečkal vzhodnopatagonsko pampo in če se mu podrejeni vojaki ne bi uprli, bi najverjetneje prečkal Ande in dosegel čilensko stran.
Alonzo de Camargo, Juan Ladrilleros in Hurtado de Mendoza so v letih 1539, 1557 in 1558 raziskovali zahodne obale. Francis Drake je leta 1577 plul vzdolž vzhodne obale in nato skozi Magellanov preliv vplul na zahodno stran do obal Čila in Peruja. K odkritjem je več prispeval Pedro Sarmiento de Gamboa, ki je v letih 1579 in 1580 natančno raziskal jugozahodne predele. Na zahodnem koncu Magellanovega preliva je ustanovil naselbini Nombre de Dios in San Felipe, vendar so naseljneci pomrli od lakote. Zato je Thomas Cavendish leta 1587 San Felipe ob svojem obisku poimenoval Puerto Hambre (pristanišče lakote). Približno v istem času je John Davis raziskal območje Puerto Deseado na vzhodu. Leta 1669 je John Narborough to območje priključil angleški kroni.

### Nadaljnje raziskovanje in osvajanje
V 18. stoletju so Patagonijo raziskovali John Byron (1764 - 1765), Samuel Wallis (1766) in Louis Antoine de Bougainville (1766). Jezuit Thomas Falkner je 40 let živel v Patagoniji in leta 1774 objavil delo Opis Patagonije. Francisco de Viedma je leta 1782 ustanovil več naselij v severnem delu argentinske Patagonije in napredoval do Andov, istega leta je Basilio Villarino raziskal reko Río Negro. 
Zelo pomembne so bile hidrografske raziskave obal. Med letoma 1826 in 1830 je Philip Parker King vodil odpravo ladij HMS Adventure in HMS Beagle. HMS Beagle je v letih med 1832 in 1836 pod vodstvom Roberta FitzRoya odrinila na novo odpravo, ki je znamenita zlasti po tem, da je bil njen član tudi Charles Darwin. Ta odprava sicer ni odkrila veliko novega v Južni Ameriki z izjemo raziskovanj okoli 300 km toka reke Santa Cruz. 
Po enem zadnjih napotkov prvega predsednika Čila Bernarda O'Higginsa je predsednik Manuel Bulnes leta 1843 poslal odpravo v Magellanov preliv, ki je ustanovila naselje Fuerte Bulnes. 5 let zatem so čilenske oblasti naselbino prestavile v Punta Arenas, ki je tako najstarejše stalno naselje v južni Patagoniji. To dejanje je bilo eno glavnih v čilenski zahtevi, da pridobi celoten Magellanov preliv. 
Sredi 19. stoletja sta neodvisni Argentina in Čile pričeli s širitvijo proti jugu in prišli navzkriž s staroselskimi ljudstvi. Leta 1860 se je francoski pustolovec Orelie-Antoine de Tounens razglasil za kralja mapuške kraljevine Araukanija in Patagonija. Leta 1869 je George Chawert Musters v družbi Tehuelčev prepešačil razdaljo od Punta Arenasa proti severu do mesta Carmen de Patagones ob reki Río Negro in na poti zbral precej podatkov o staroselcih in njihovem življenju.
V 1870-ih je argentinska vlada pričela s še danes kontroverzno operacijo Osvojitev puščave, katere večji del je izvedel general Julio Roca. Cilj te operacije je bil podjarmiti ali celo iztrebiti ljudstva na jugu in tako njihova ozemlja priključiti Argentini. Do sredine 1880-ih je namen te operacije bil več ali manj dosežen.
Leta 1885 je v južni Patagoniji pristala odprava pod vodstvom romunskega raziskovalca Juliusa Popperja, ki je iskala zlato. Med potjo proti jugu in otočju Ognjena zemlja so ga zares odkrili in tako privabili nadaljnje raziskovalce. 
V 19. in 20. stoletju so prihajali tudi evropski misijonarji in priseljenci. Pomembna je skupnost valižanskih prislejencev dolini reke Chubut.

### 20. stoletje
Večina priseljencev v Patagoniji ob začetku 20. stoletja je bilo čilotskega porekla (s čilskega otočja Chiloé) in so se preživljali z govedorejo. Ko je bila leta 1902 ob posredništvu britanske kraljeve družine zarisana meja med Argentino in Čilom, so argentinske oblasti večino Čilotov prisilile k umiku z argentinske strani meje in tako so na čilenski strani meje ustanovili mesto Balmaceda, prvo naselbino v čilenski severnopatagonski provinci Aysen. Ker je v gozdnati pokrajini primanjkovalo travnatih površin, so priseljenci velik del gozdov požgali.
Po letu 1902 se je državna meja še nekajkrat spremenila, nekajkrat so ozemeljski spori državi pripeljali na rob vojne, nazadnje leta 1978 zaradi spora glede otokov Picton, Lennox in Nueva. Po teh dogodkih sta se državi zavezali, da bosta preostale mejne spore reševali po mirni poti. Meja še danes ni natančno začrtana v Južnem ledenem polju (Campo de Hielo Patagónico Sur).